# 吕迪格
吕迪格（德語：Rüdiger，Ruediger）可以指：
- 阿列克謝二世（Aleksei Rüdiger）
- 安东尼奥·吕迪格（Antonio Rüdiger）
- 鲁迪格 (萨克森王子)（Prince Rüdiger of Saxony）
- 吕迪格·阿布拉姆奇克（Rüdiger Abramczik）
- 呂迪格·比埃勒（Rüdiger Bieler）
- 吕迪格尔·加姆（Rüdiger Gamm）
- 吕迪格·冯·德·戈尔茨（Rüdiger von der Goltz）
- 恩斯特·吕迪格·施塔海姆贝格（Ernst Rüdiger Starhemberg）

|  | 本页或本分段罗列了有着相同名的人物，如果是一个内链将您引导到本页，您可能愿意通过点击对应的链接到达想要的条目。 |